# Lundavägen, Malmö

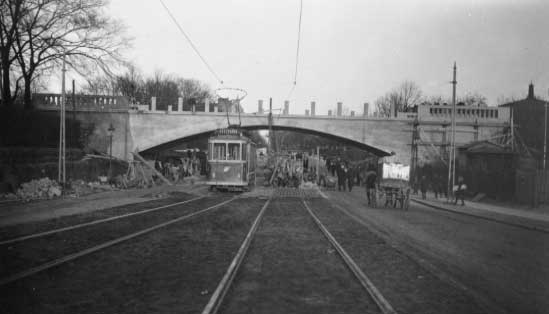
Lundavägen år 1916.

Lundavägen är en lång gata som börjar på Värnhemstorget i Malmö och sträcker sig nordöst mot Arlöv, Åkarp och Hjärup, fram till kommungränsen mellan Lund och Staffanstorp. Vägen går parallellt med motorvägen Autostradan och utgör större delen av den gamla vägen mellan Malmö och Lund, vilken på 1840-talet utbyggts till Sveriges första egentliga chaussé. Vägen utgör historiskt en av de äldsta och viktigaste vägarna i Skåne som bärare av trafik från nordöstra Skåne till Malmö och kusten. Vägen var skyltad som Riksväg 4 och Riksväg 2 fram tills den ersättande motorvägen invigdes 1953. Vägen är fortfarande en viktig led inom Malmös gatunät.
Lundavägen var från 1915 även namnet på en hållplats från 1953 en järnvägsstation på Kontinentalbanan i Malmö. Den fick namnet Östervärns station år 2000.